# MP 35
La MP 35 (Maschinenpistole 35, letteralmente 'pistola mitragliatrice 1935') è stata una pistola mitragliatrice usata dalla Wehrmacht, dalle Waffen-SS e dalla polizia tedesca tra il 1934 e il 1945. L'arma fu progettata in Germania nei primi anni '30 da Emil Bergmann (figlio del più famoso Theodor Bergmann) e prodotta dalla ditta Bergmann di Suhl (responsabile anche della produzione del precedente MP 18).

## Storia
Benché le clausole del Trattato di Versailles vietassero alla Germania di sviluppare nuovi armamenti, le esperienze della Prima Guerra Mondiale ponevano i moschetti automatici in cima alla lista delle priorità per quanto riguardava le armi portatili. Perciò, negli anni '20 e '30 del XX secolo molte società tedesche elaborarono diversi progetti di armi automatiche individuali.
Il primo precursore della MP 35 fu la BMP 32 (acronimo di Bergmann Maschinen-Pistole) prodotta dalla fabbrica danese Schultz & Larsen (su licenza della Bergmann) e camerata per la munizione 9 × 23 mm Bergmann. La BMP 32 subì migliorie sostanziali a opera proprio della Bergmann e nel 1934, dopo che l'avvento al potere di Hitler fece decadere le clausole del Trattato di Versailles, cominciò a Suhl la produzione della nuova MP 34 (da non confondere con l'omonima arma della Steyr). Tuttavia, la limitata capacità produttiva degli stabilimenti Bergmann costrinsero la compagnia a trasferire la produzione alla celebre ditta Walther. La produzione si aggirò sui 2.000 esemplari, destinati sia al mercato interno che a quello estero. Diverse varianti della MP 34 furono prodotte con canne da 200 mm e 320 mm.
Nel 1935, una versione semplificata della MP 34, denominata MP 35/I, apparve sul mercato. Anche per quest'arma gli ordini furono affidati alla Walther che produsse circa 5.000 armi tra il 1936 e il 1940. L'arma non venne mai adottata dalla Wehrmacht che perseguiva progetti più innovativi (che sarebbero culminati nella MP 38) ma ebbe un discreto successo di vendite all'estero.
Con lo scoppio della seconda guerra mondiale, la capacità produttiva della Walther fu assorbita dalle richieste di molte altre armi e la produzione fu quindi nuovamente spostata alla ditta Junker & Ruh (codice di produzione ajf) e qui rimase fino al 1944. Durante il conflitto, la Junker produsse 40.000 pistole mitragliatrici e la quasi totalità della produzione finì alle Waffen-SS ed alla Polizei.

## Tecnica
Il MP 35 è una pistola mitragliatrice a massa battente, ed il ciclo di sparo inizia ad otturatore aperto. L'arma presenta una peculiare manetta di armamento nella parte posteriore del castello, azionata in maniera analoga a quella del Karabiner 98k: l'operatore doveva alzare la manetta, tirarla verso di sé, spingerla in avanti e ruotarla nuovamente verso il basso. Questo prevede che l'otturatore sia perciò inserito in un portaotturatore comandato appunto dalla manetta che infatti, durante il fuoco, rimane in posizione. Uno schema che presenta il vantaggio di avere un castello completamente chiuso poiché non necessita di guide di scorrimento per la manetta come in molti altri modelli, e che evita a sporcizia e fango di penetrare nella meccanica interna, simile a quello usato dal mitra finlandese Suomi KP-31.
L'otturatore è un massiccio cilindro di acciaio che scorre entro un poderoso portaotturatore comandato dalla manetta di armamento, che contiene anche la molla di riarmo e la sua guida. Un'interessante caratteristica è il percussore, che rimane "scomparso" nella sua sede fino a che non viene comandato da un dente sporgente dall'otturatore: quando questo è in chiusura nella culatta, il dente si abbassa contro l'interno del castello e permette al percussore di sporgere e di colpire l'innesco della cartuccia. Una efficace e pratica sicurezza contro gli spari prematuri.
La MP 32 presentava una sicura nella parte posteriore dell'otturatore (anche questa analoga a quella visibile sui fucili Mauser). Nei successivi MP 34 e MP 35 la sicura, a leva, fu spostata sul lato sinistro del castello.
Gli organi di mira sono: posteriormente un alzo a tangente piuttosto raffinato, graduato da 50 a 1000 metri, e anteriormente un mirino a lama.
L'arma presenta un grilletto "progressivo", costituito di due parti appaiate: una leggera pressione permette il fuoco semiautomatico, mentre la pressione a fine corsa del grilletto aziona una leva che consente di sparare in modalità automatica. La canna è racchiusa in un manicotto traforato per la ventilazione e dotato di un freno di bocca alla volata.
A differenza di gran parte della altre pistole mitragliatrici coeve, il caricatore del MP 35 veniva inserito nel lato destro dell'arma, con espulsione dei bossoli sul lato opposto: questo è dovuto alla particolare leva di armamento azionata dal tiratore con la mano destra. Le prime versioni dell'arma usavano un caricatore sviluppato appositamente, ma la versione finale MP 35/I era stata adattata per usare i caricatori del più diffuso MP 28/II (progettato da Schmeisser).
Il MP 34-35 è costruito secondo standard molto elevati per un'arma militare: interamente per macchinazione dal pieno, con bruniture di alta qualità e rifiniture eccellenti. L'arma è molto robusta e durevole e si guadagnò un'ottima reputazione fra i suoi utilizzatori. Il peso dell'arma la rende ben controllabile durante il tiro che grazie all'alzo a tangente, è preciso e stabile.

## In servizio
Il primo nome con cui l'arma comparve ufficialmente fu MP 32, quando venne adottata dall'esercito danese in calibro 9 × 23 mm Bergmann; poi come MP 34 (da non confondere con l'omonima arma prodotta dalla Steyr) quando fu adottata dall'esercito belga come Mitraillette 34. L'adozione tedesca fu portata avanti dalla Wehrmacht, che prese l'arma con la denominazione MP 35, ma l'uso più massiccio fu nelle mani delle SS.
La MP 35 fu esportata in Bolivia, Etiopia, Spagna e Svezia (dove ricevette la denominazione m/39).